# Крест Добровольцев (1939—1945)
Крест Добровольцев (фр. Croix du combattant volontaire) — французская награда, предназначена для добровольных участников воинских формированиях Франции во время Второй мировой войны. Эквивалент награды времён Первой мировой.

## История
По просьбе ассоциаций ветеранов государство учредило эту награду законом от 4 февраля 1953 года, сопровождаемым указом от 19 ноября 1955 года. В 1983 году первоначальный закон, устанавливающий эту награду как «Крест Добровольцев-бойцов 1939–1945 годов» (фр. Croix du combtant volontaire 1939–1945), был отменён. Новый закон переименовывал его просто в «Крест Добровольцев» и добавлял к кресту застёжки с указанием конкретной кампании войны:
- Guerre 1939–1945
- Indochine
- Corée
- Afrique du Nord
- Missions extérieures

## Право награждения
Кандидаты на получение должны были предоставить доказательства того, что то, что он сделал, является добровольным актом службы в боевом подразделении.
Крест считался военной наградой во время рассмотрения заявок на получение Ордена Почётного легиона, Воинской медали и ордена «За заслуги».

## Описание награды
Крест из бронзы, шириной 36 мм. Гравюра Фредерика-Шарля-Виктора де Вернона.
На аверсе круг с надписью «REPUBLIQUE FRANCAISE» вокруг изображения Поилу в шлеме (пехотинец времён Первой мировой войны) на мече, нарисованном вертикально на концах креста, покрытого рельефными лавровыми и дубовыми листьями.
На реверсе внутри центрального медальона лавровая ветвь окружена надписью: «COMBATTANT VOLONTAIRE 1939–1945». На реверсе версии 1983 года нет даты. Крестовины покрыты листьями лавра и дуба, образующими рельеф.